# Brigantes (Irlande)
 (juillet 2008).

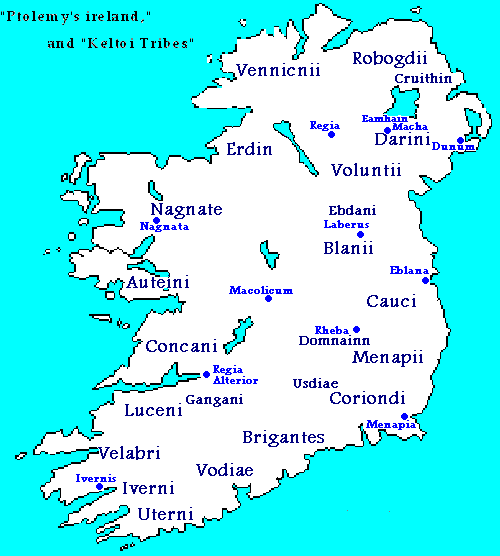
L'Irlande et ses peuples selon Ptolémée.

Les Brigantes sont un peuple celte d'Irlande. Comté de Waterford et Wexford.
Ce peuple provient certainement des Brigantes qui peuplaient la Bretagne insulaire et qui ont fui leur territoire d'origine occupé par les Romains.
Des fouilles archéologiques ont mis au jour des objets attribués aux Brigantes du nord de l'Angleterre.